# Нове місто (Сімферополь)
Нове місто (крим. Yañı şeer), також Замостя — історична місцина в Сімферополі, у Київському районі.

## Назва
Назва Нове місто з'явилася під час появи району на початку XX століття, на противагу старим районам міста, що складалися на той час зі Старого міста та Центру.
Назва Замостя, «за мостом» або «за мостами», з'явилася, оскільки щоб потрапити до цієї частини міста з центру, треба було перетнути мости: тоді ще дерев'яний Архівний міст (на вул. Шмідта) та Феодосійські мости (на проспекті Кірова біля Радянської площі) — до реконструкції в 1960 році тут замість одного мосту було три: автомобільний, пішохідний, і трамвайний.

## Опис
Нове місто розташоване в міжріччі Салгира та Малого Салгира, що служать кордонами на півночі та півдні, на сході район обмежується Стевенівськими пагорбами та скельним масивом Ак-Баїр, на заході Султанським лугом та районом Багча-Елі.
Історично місцевості Султанський луг та Стевенівські пагорби є частиною Нового міста, також до району відносять багатоповерхову забудову колишнього села Багча-Елі. Іноді окремо виділяють місцевість Німецька слобода за лікарнею Семашка.
Наразі Нове місто ділять на свої мікрорайони: Дитячий парк, Автовокзал, район 51-й Армії, район кінотеатру «Зірка».
Головні вулиці: Проспект Кірова, Проспект Перемоги, вулиця Київська, Куйбишева, Шмідта, 51-й Армії, Толстого, Лермонтова.
Площі: Куйбишева, парки: Дитячій парк, Сквер Миру.
В районі знаходиться сімферопольський автовокзал, завод «Фіолент», Тролейбусний парк № 1, Республіканська клінічна лікарня ім. Семашка, будинок Меджлісу кримськотатарського народу.

## Історія

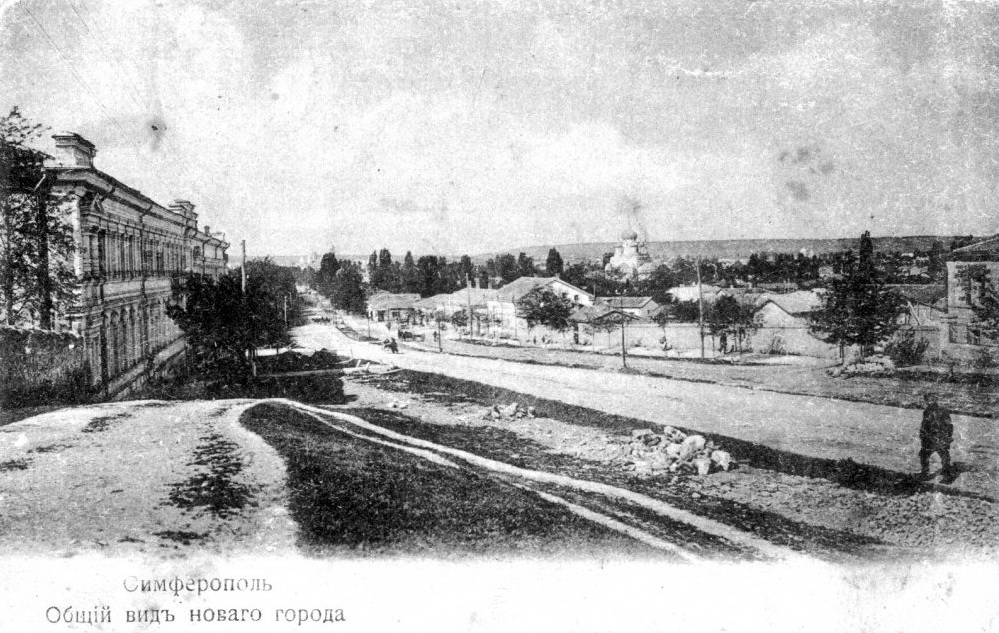
Загальний вигляд Нового міста від Феодосійського шосе. Зліва будинок Христофорова. Початок ХХ століття.

В часи Кримського ханату тут знаходилися гаремні сади палацу калгі-султана в Акмесджиті, приблизно від сучасного Проспекту Кірова на заході до вулиці Київської на сході, їхніми залишками є Дитячій парк та сквер Миру. Салгир, що розливався, не давав можливості будувати тут добротні стаціонарні будинки, тому мандрівники, описуючи цю частину міста, відзначали «велику кількість садів».
Після анексії Криму Російською імперією ця територія розійшлася на величезні садибні ділянки. Будинки тут будували далеко від весняно-бурхливої річки, наприклад будинки лікаря Мюльгаузена (Київська, 24) та хіміка Де-Серра (Кірова, 49а) знаходилися на відстані не менше ніж 500 метрів від річки.
У 1880-х роках розпочалася активніша забудова непередбачених планом ділянок землі на правому березі Салгира. Тут з'являються дачі, сади та фабрики місцевих та приїжджих підприємців.
Назва «Нове місто» з'явилася на початку XX століття, коли розпочався наступний період забудови правобережної зони. У цей час на місці садових ділянок з'являються вулиці Фрунзе (тоді Суворова), Мокроусова (Південна), Аксакова, Тургенєва, Шмідта (Потьомкіна) та Ленінградська (Нова). Цей новий дачний район обмежувався вулицею Київською (Мюльгаузенівською) і Проспектом Перемоги (Феодосійська) зі старовинної дороги, що вела з губернського центру до Феодосії.

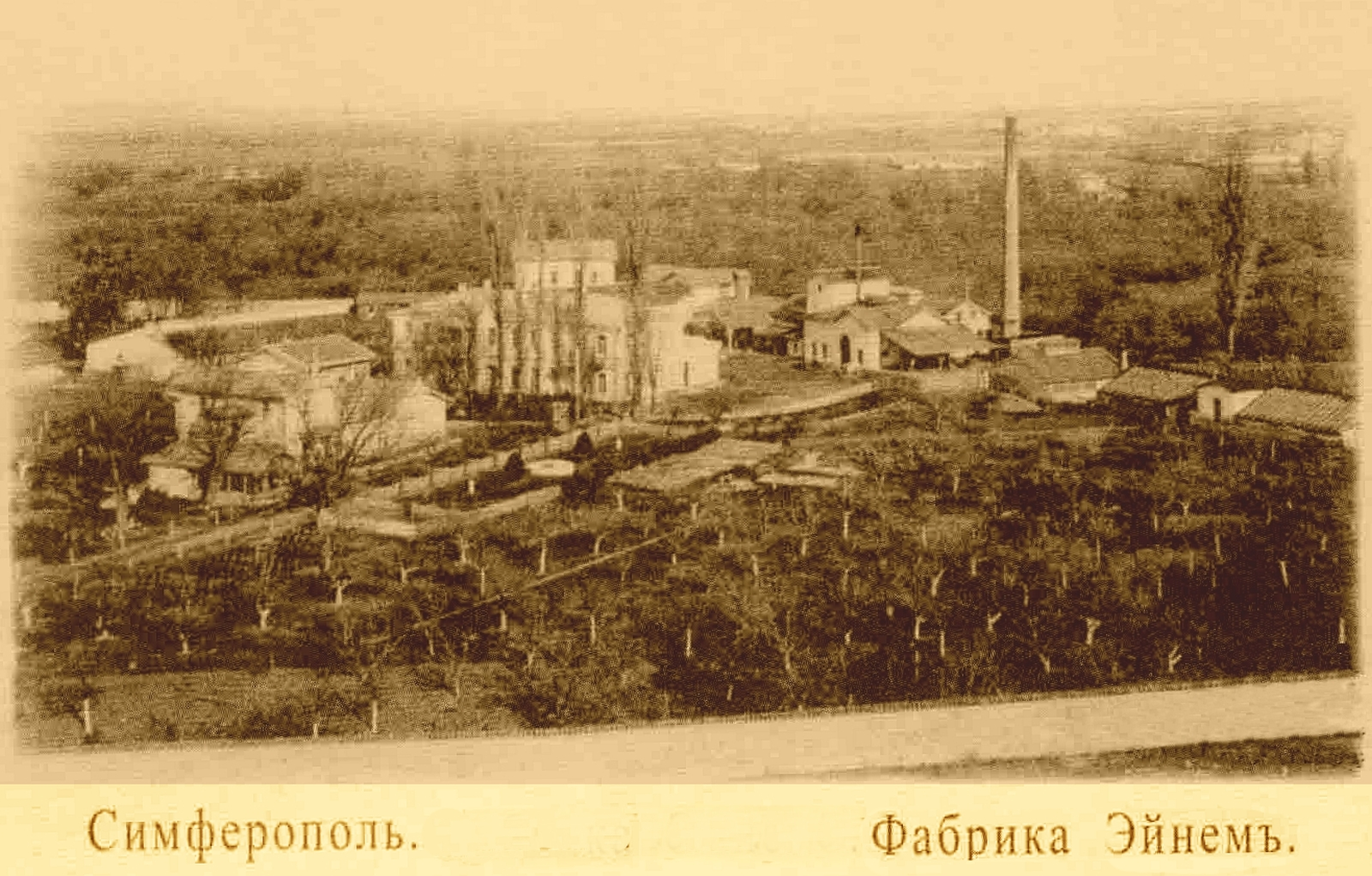
Фабрика Ейнем, Сімферополь, близько 1910 року.

У 1884 році у районі вже була введена в дію кондитерсько-консервна фабрика Ейнем.
Пізніше з'являються вулиці за вулицею Київська: Грибоєдова (Середньотарасівська, 1908 рік), Скрипниченко (Олександрівська), Лермонтова (Нижньоолександрівська, 1917 рік) та провулок Скрипниченко (Тарасова-Дальня, 1919 рік).
Будинки були одноповерхові, а межа району — на вулиці Тінистій (нині Федько, біля станції переливання крові). На місці заводу «Фіолент» знаходилася «Деревообробна фабрика Кучерових», а на місці лікарні Семашко — дитяча лікарня.
Перед Другою світовою війною у місті з'явився цілий Ново-Міський район (з 1965 — Київський), куди входили також вулиці у колишньому селі Багча-Елі та на початку Червоної гірки.
У 1950-ті роки з'явилися вулиці Бабушкіна, Ладигіна (1953), Щорса, Чапаєва, Фурманова (1954), Суходольна (1959).
Тоді ж збудований автовокзальний комплекс, що у 1977 та 2007 роках капітально реконструювався.

## Галерея

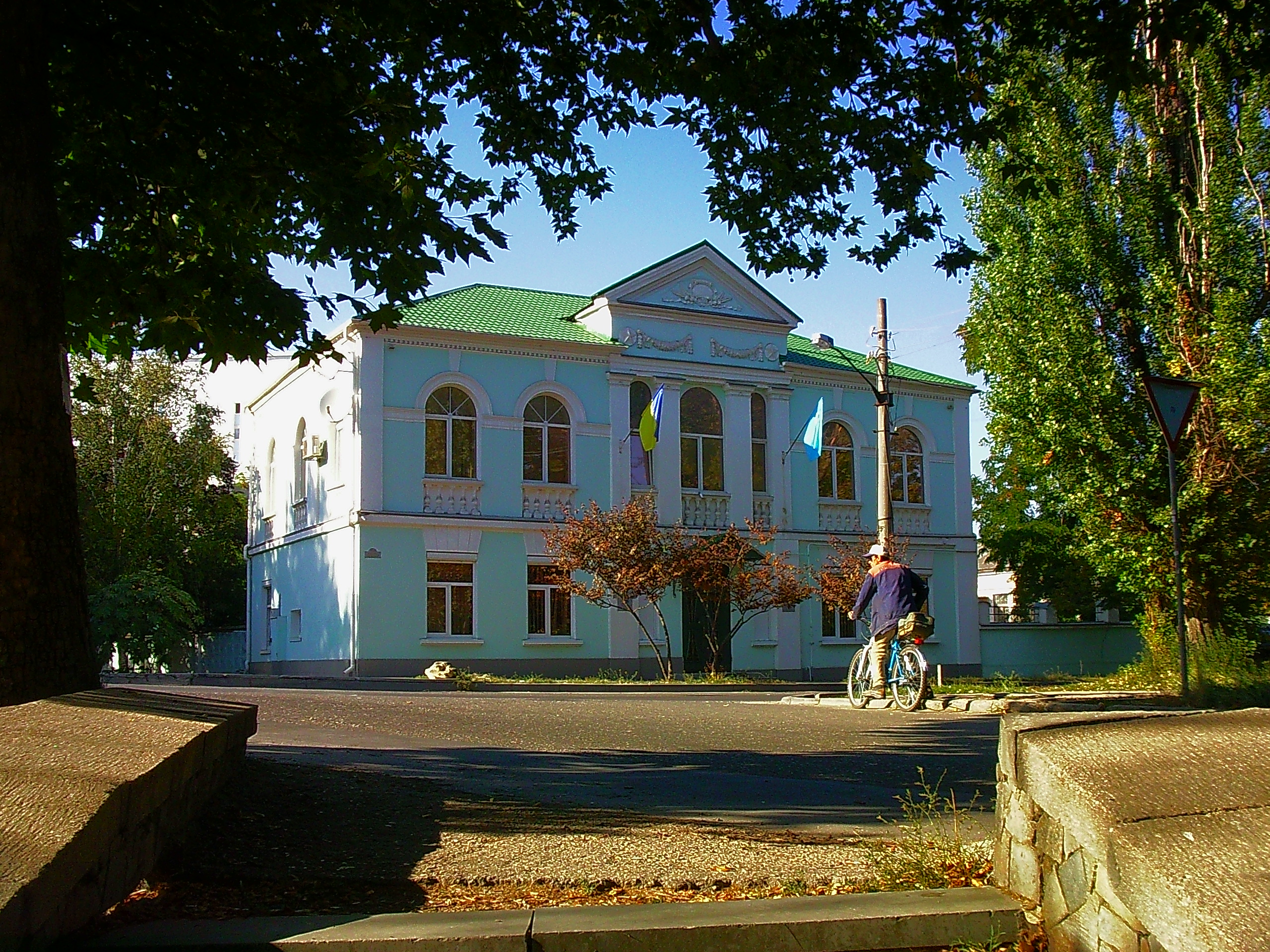
Будинок Меджлісу кримськотатарського народу, 2011 рік
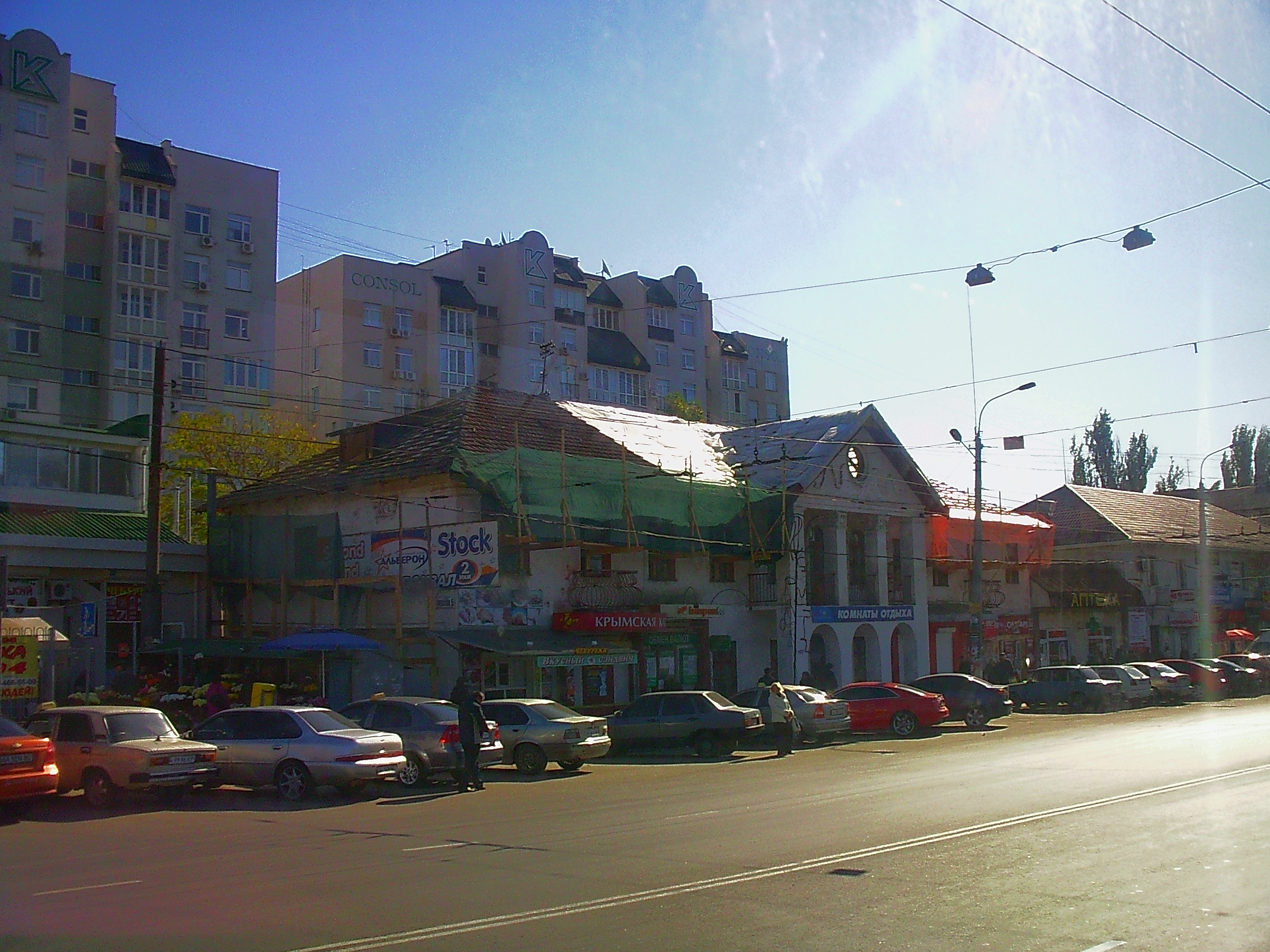
Район автовокзалу, 2011 рік
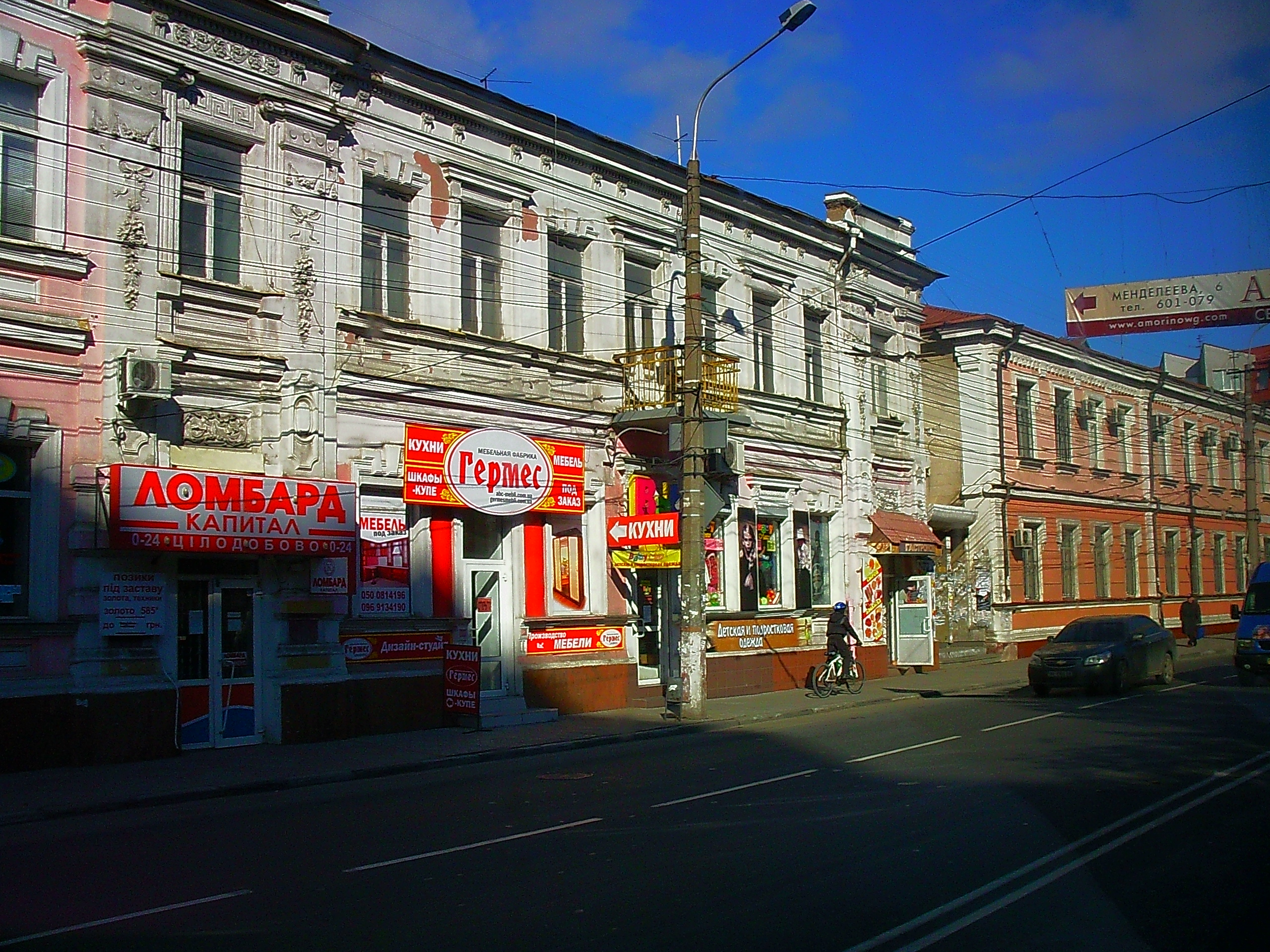
Будинок на Проспекті Кірова, 2011 рік
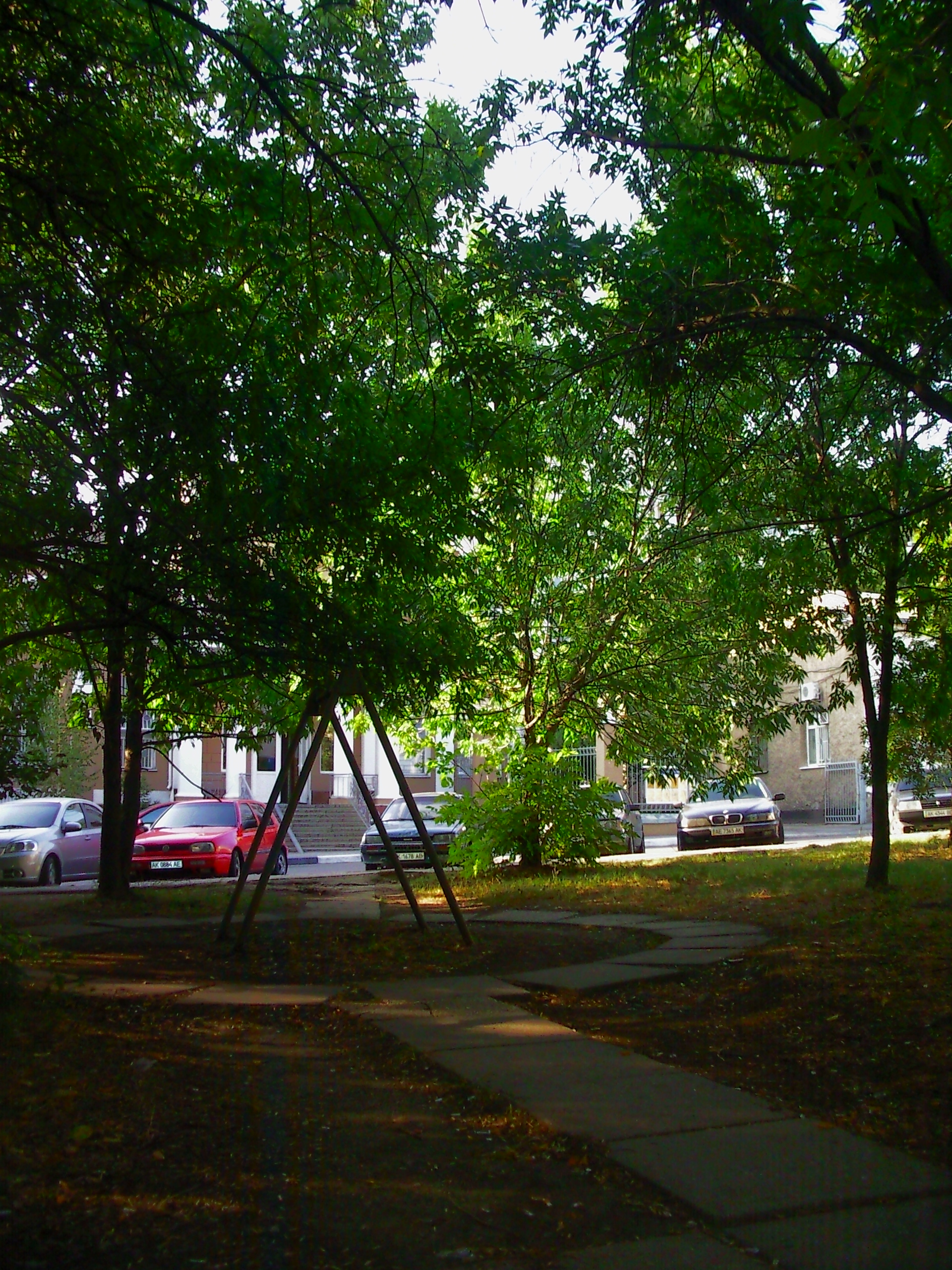
На вулиці куйбишева, 2012 рік
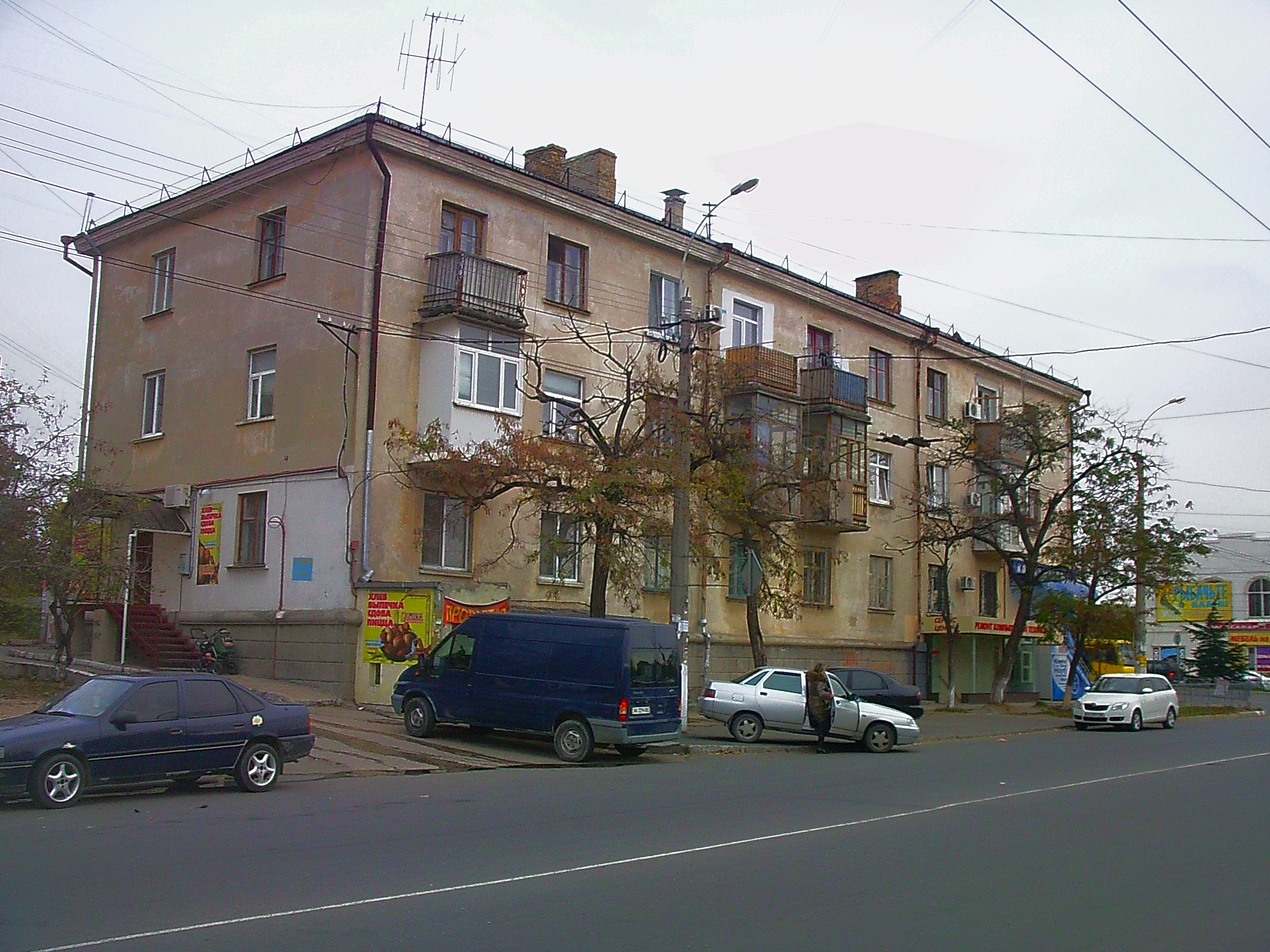
Будинок по вулиці Лермонтова, 2012 рік
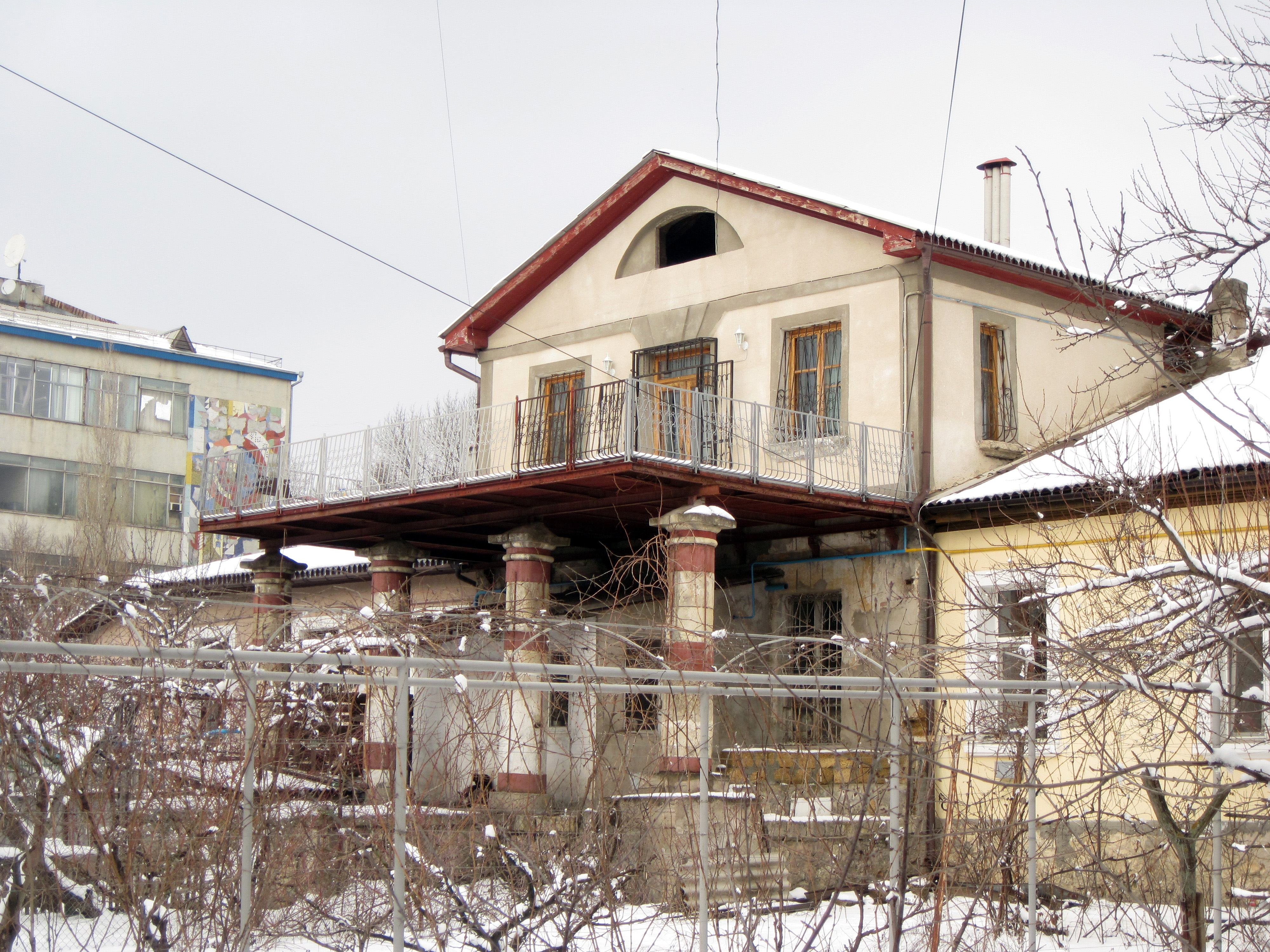
Будинок дежив доктор медицини та громадський діяч Ф.К.Мільгаузен (Мюльгаузен), вулиця Київська, 24, 2012 рік
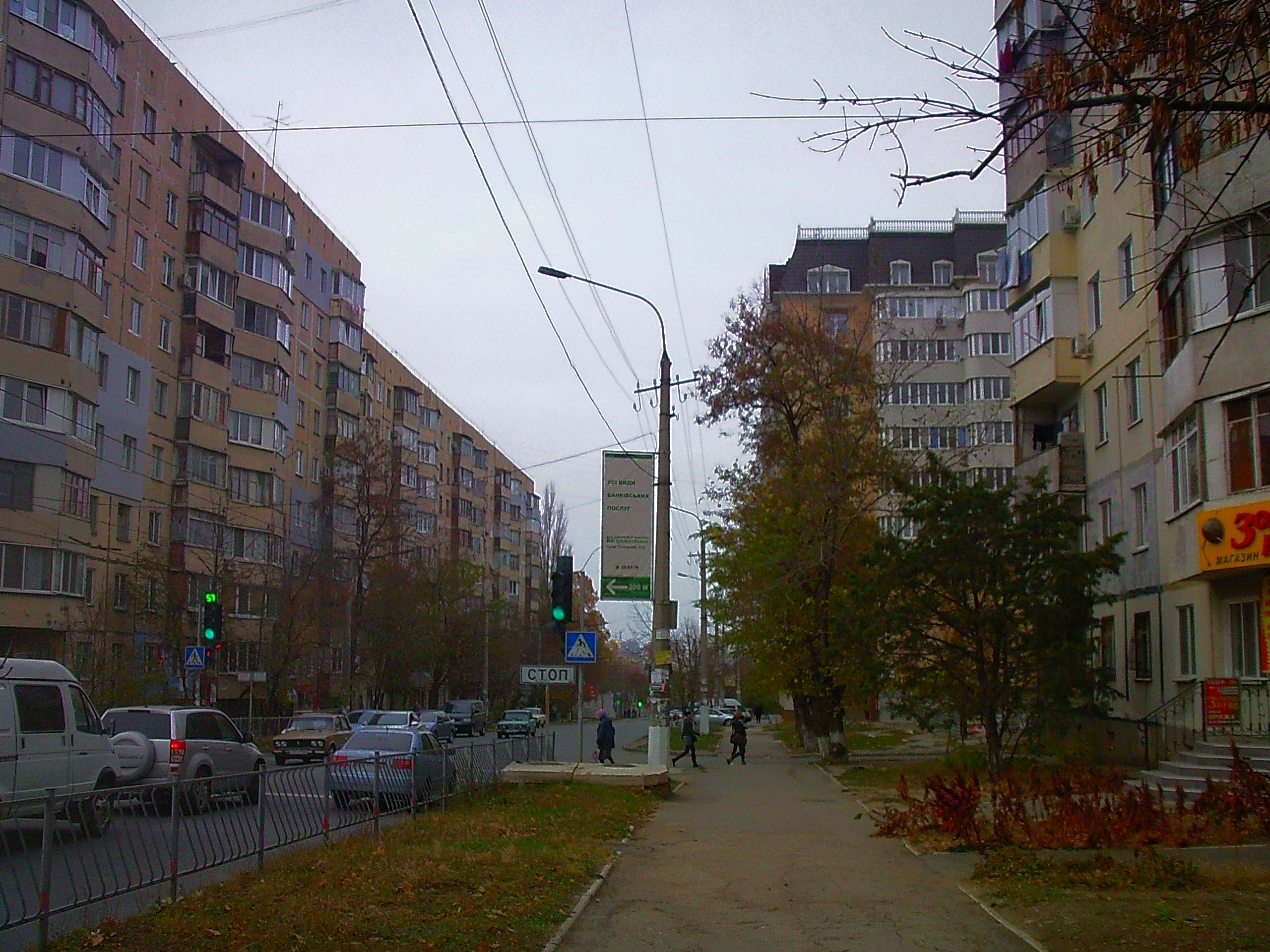
Вулиця Лермонтова, 2012 рік
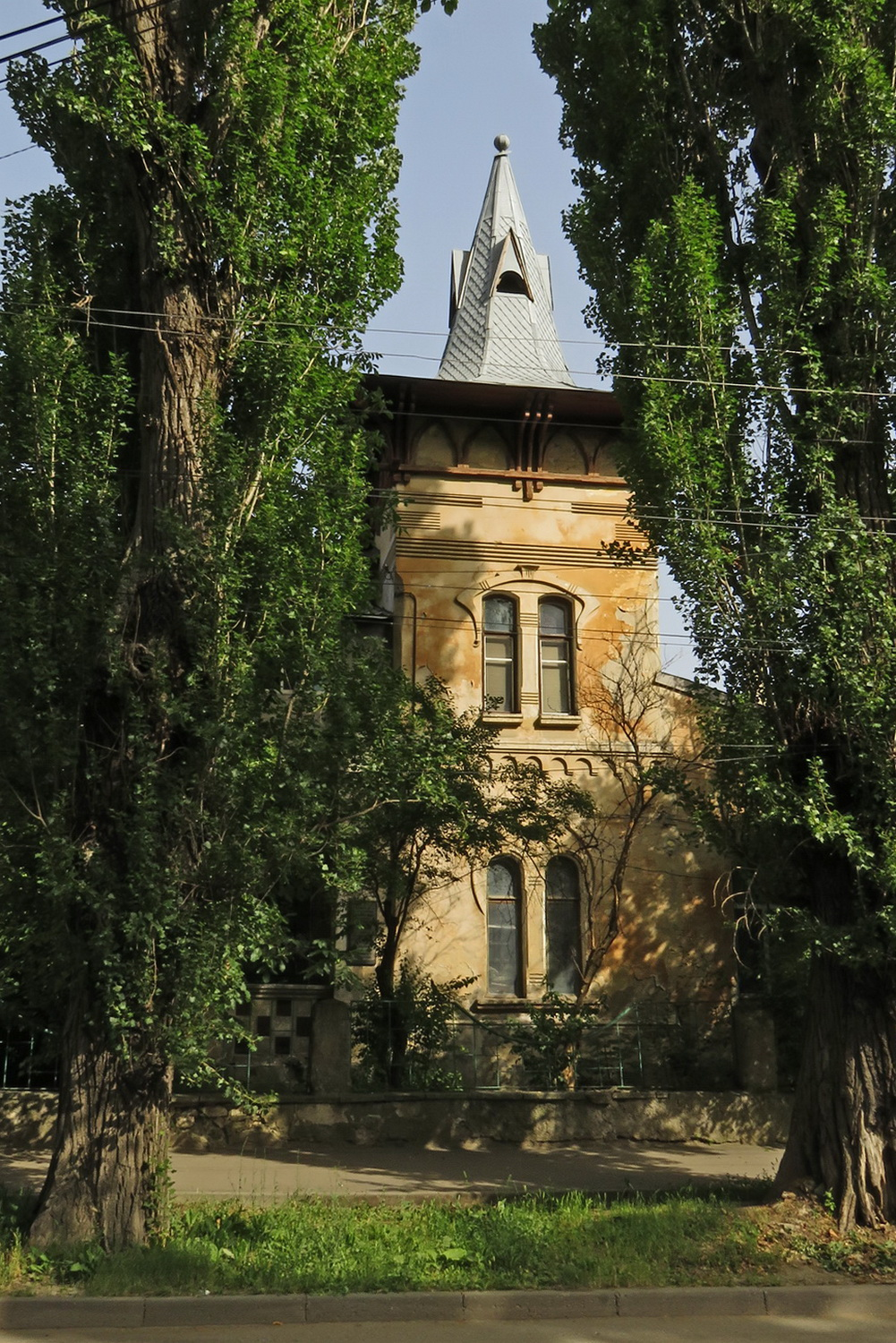
Будинок, де відпочивав Вінстон Черчилль у 1945 році, 2016 рік
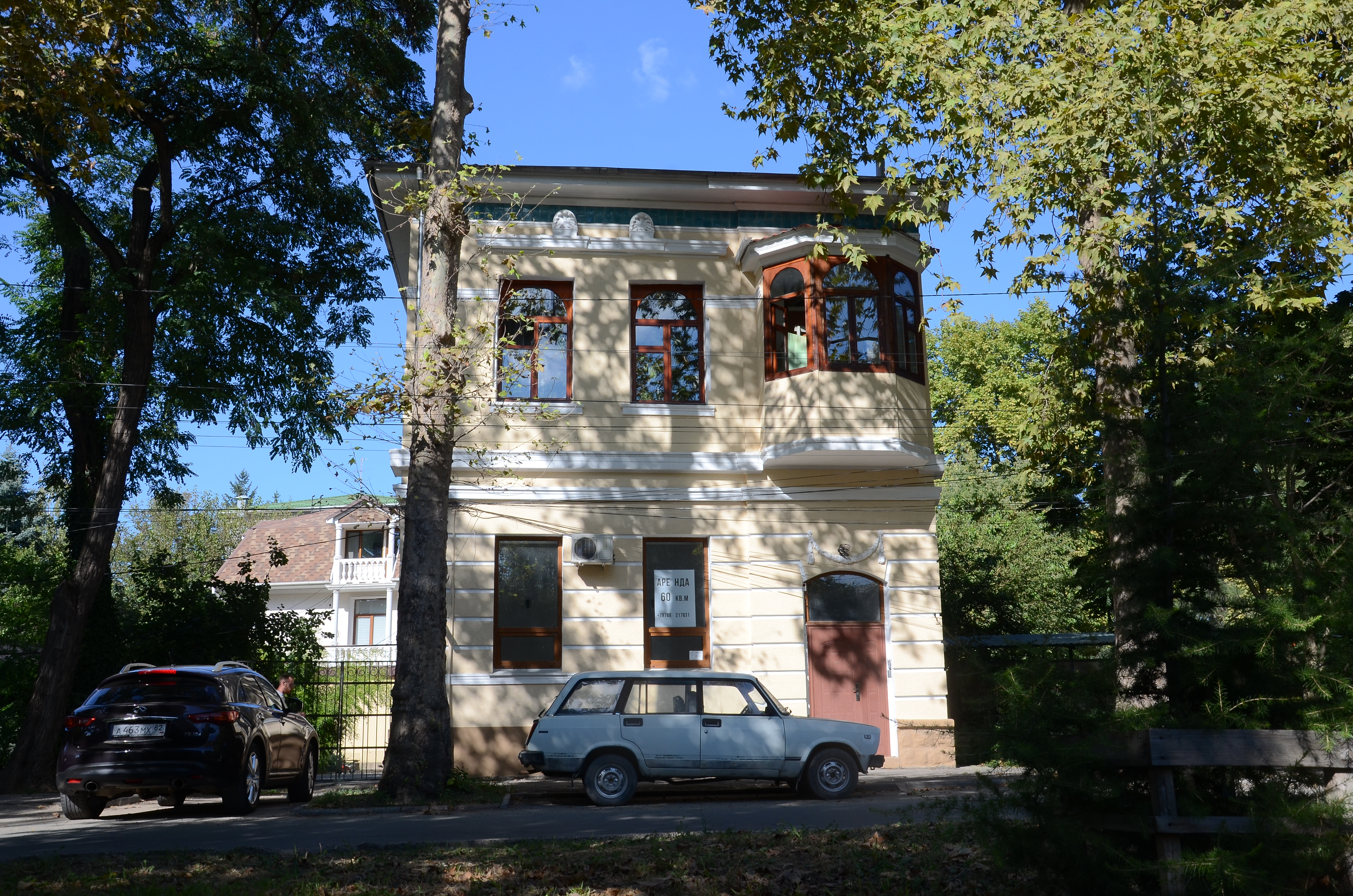
Будинок на вулиці Гаспринського, 2022 рік